# Школа будущего
Муниципальное бюджетное общеобразовательное учреждение «Ялтинская средняя школа №2 «Школа будущего» муниципального образования городской округ Ялта Республики Крым — школа в городе Ялта.
Средняя общеобразовательная школа № 2 I—III ступеней. Функционирует с 1971 года. С 2012 года школу возглавляет Хохликова Ирина Львовна — заслуженный работник АРК.
Приказом Министерства образования и науки Украины от 30 мая 2007 года № 429 школе был присвоен статус экспериментального общеобразовательного учебного заведения всеукраинского уровня.
На основании Постановления администрации города Ялты от 18.11.2016 года № 4954-п Муниципальное казённое общеобразовательное учреждение «Ялтинская средняя школа №2 «Школа будущего» муниципального образования городской округ Ялта Республика Крым было переименовано в Муниципальное бюджетное общеобразовательное учреждение «Ялтинская средняя школа №2 «Школа будущего» муниципального образования городской округ Ялта Республики Крым.

## О школе

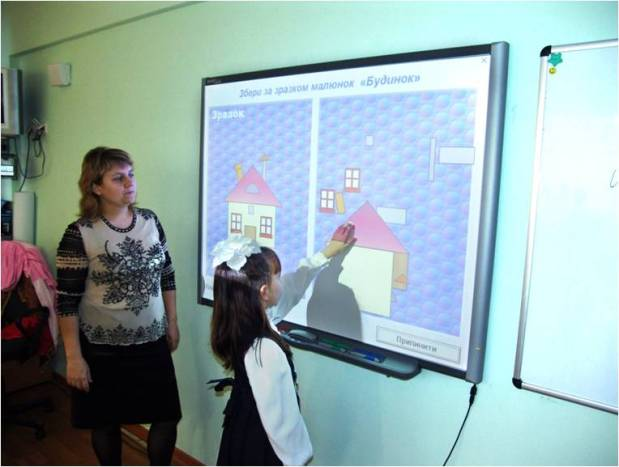
Урок в МБОУ «ЯСШ №2 «Школа будущего»

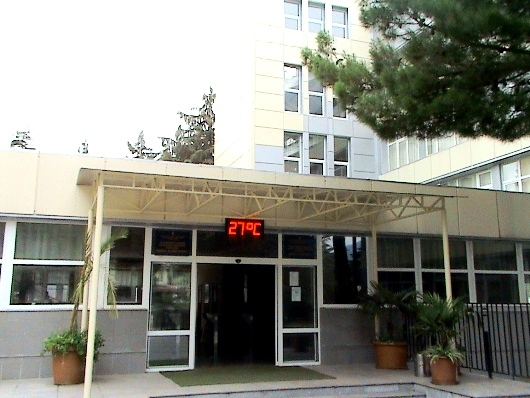
Вход в МБОУ «ЯСШ №2 «Школа будущего»

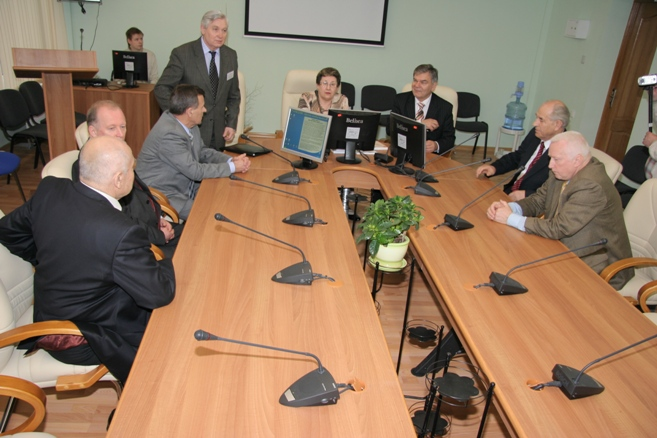
Видеоконференция с VIP гостями в конференц-зале в МБОУ «ЯСШ №2 «Школа будущего»

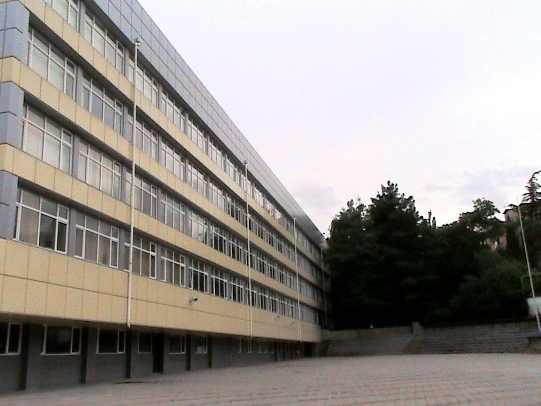
«Школа будущего» сегодня

Целью экспериментальной работы является обеспечение равного доступа к качественному образованию. В связи с этим была проведена реконструкция и переоснащение школы. В настоящее время в школе установлено 38 мультимедийных комплексов, подключенных к Интернету, интернет-библиотека, три передвижных мультимедийных комплекса. На данный момент там есть 16 кружков и спортивных секций, спецкурсы и курсы по выбору из учебных дисциплин, руководителями которых являются преподаватели Ялтинских вузов.
Инновационные педагогические технологии, которые внедряются в МБОУ «ЯСШ №2 «Школа будущего» (обеспечение психологического сопровождения каждого ученика с 1 по 11 класс, индивидуальное профильное обучение в школе ІІІ степени, рейтинговый учёт достижений учащихся, портфолио, проектная деятельность учащихся, безбальное оценивания в школе I ступени, модульно-развивающая система), направлены на расширение мировоззрения учеников, получения более глубоких знаний, воспитания стремления учащихся к постоянному самообразованию и достижению успехов.
В учебном заведении работали 75 педагогов, из которых двое (Т. О. Баранова (†) и Н. В. Селиванова) имеют звание «Заслуженный работник образования АР Крым», 16 учителей-методистов, 7 старших учителей, 8 учителей имеют I категорию. В течение 38 лет своего существования школа выпустила 3326 учеников. 130 выпускников окончили школу с золотой медалью, 72 — с серебряной.
Результативно работает школьное отделение Малой академии наук «Искатель». На момент реконструкции в школе учились 25 кандидатов в действительные члены Малой академии наук и 8 действительных членов, которые работали в 20 секциях. Двое учеников школы являлись стипендиатами Верховной Рады АР Крым и Ялтинского городского совета. «Школу будущего» посещали делегации учителей из разных регионов Украины: Харькова, Тернополя, Запорожья, а также из Белоруссии, России, Великобритании, США. В 2007 году были заключены договоры о сотрудничестве с Таврическим национальным университетом, Республиканским высшим учебным заведением «Крымский гуманитарный университет», Ялтинским университетом менеджмента, Ялтинским медицинским колледжем, Ялтинским высшим профессиональным училищем строительных и пищевых технологий.
25-26 сентября 2008 года на базе школы проходил Всеукраинский семинар «Реализация государственной целевой социальной программы „Школа будущего“, а 11-12 декабря 2008 года — Всеукраинская научно-поисковая конференция „Теория и практика разработки прогностических моделей школ будущего“.
В феврале 2009 года школа принимала участие в ІІІ специализированной выставке образовательных услуг „Образование — 2009“ в городе Симферополе и была отмечена дипломом. Двумя почётными дипломами за высокие творческие достижения в инновационном обновлении национальной системы образования ЭУВК „Школа будущего“ была награждена как участник ХІІ международной выставки учебных заведений „Современное образование в Украине — 2009“, которая проходила в Киеве 25-27 февраля 2009 года. По итогам конкурса „Общественное признание Ялты — 2007“ школа стала победителем в номинации „Событие года“.

## Проект «Слёт учителей информатики»
С апреля 2006 года в городе Ялте реализуется авторский инновационный педагогический проект «Слёт учителей информатики Украины». С 2006 по 2010 гг. проведено 6 мероприятий по реализации целей и задач данного проекта. Следует отметить, что в проекте участвуют победители и призёры Всеукраинского конкурса «Учитель года» по информатике, Заслуженные учителя Украины, авторы учебных пособий по информатике, представители областных институтов ППО, учёные, методисты по информатике городских и районных метод кабинетов и центров, руководители учебных заведений, представители профессионально-технического и внешкольного образования, руководители методических служб городов и областных центров Украины, творчески работающие учителя, а также представители ведущих педагогических изданий Украины по информатике, освещающие работу слёта в своих изданиях, СМИ.